# Ордзін
Ордзін (пол. Ordzin) — село в Польщі, у гміні Обжицько Шамотульського повіту Великопольського воєводства.
Населення — 216 осіб (2011).
У 1975-1998 роках село належало до Познанського воєводства.

## Демографія
Демографічна структура станом на 31 березня 2011 року:
|          | Загалом | Допрацездатний вік | Працездатний вік | Постпрацездатний вік |
| -------- | ------- | ------------------ | ---------------- | -------------------- |
| Чоловіки | 111     | 26                 | 79               | 6                    |
| Жінки    | 105     | 19                 | 67               | 19                   |
| Разом    | 216     | 45                 | 146              | 25                   |